# Fort Warren

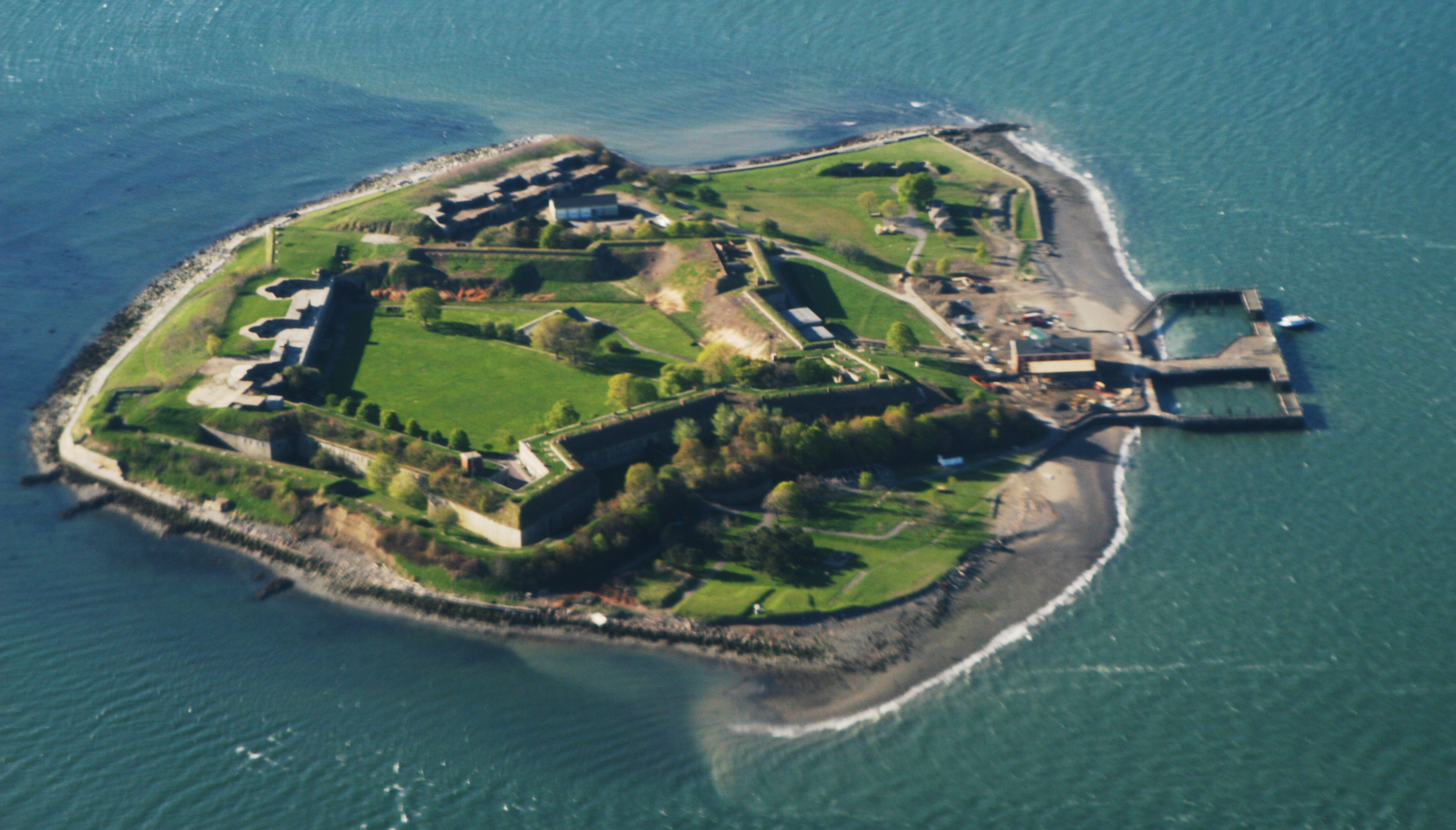
Luchtfoto van Georges Island met Fort Warren. Foto is van Doc Searls

Fort Warren is een fort op Georges Island voor de haven van Boston. De Oorlog van 1812 tegen de Engelsen maakte een betere verdediging van de Amerikaanse oostkust gewenst. Het fort ligt centraal tussen de twee belangrijkste toegangswegen naar de haven. Het is vernoemd naar Joseph Warren die in de Amerikaanse Onafhankelijkheidsoorlog bij de Slag om Bunker Hill is omgekomen.
De bouw heeft 30 jaar geduurd en omstreeks 1860 was het fort gereed. Het heeft vijf zijden en is gebouwd van graniet. Tijdens de Amerikaanse Burgeroorlog is het gebruikt als gevangenis voor krijgsgevangen. Het fort werd gemobiliseerd in de Spaans-Amerikaanse oorlog en de Eerste Wereldoorlog. In de Tweede Wereldoorlog werd het fort opnieuw gebruikt voor de training van militairen en om de zeemijnen voor de kust te beheren. Na de oorlog verloor het fort de militaire status en werd een tijd onbeheerd achtergelaten. In 1958 werd het eiland overgenomen door de staat van Massachusetts en in 1961 opengesteld voor het publiek. Het is vanaf 1970 een National Historic Landmark. Sinds 1996 maakt Georges Island onderdeel uit van het Boston Harbor Islands nationaal park.

## Ligging en eerste gebruik
Fort Warren ligt op Georges Island circa 10 kilometer ten zuidoosten van het centrum van Boston. Het eiland ligt aan de Narrows, een belangrijke scheepvaartroute van en naar de haven van Boston. Het Engelse leger was in maart 1776 uit Boston vertrokken, maar de vloot bleef in de buurt. In 1778 werd de eerste versterking van aardwerk op het eiland aangelegd ter verdediging van de stad. In 1825 kocht de stad Boston het eiland en droeg het over aan de Amerikaanse overheid. Tussen 1825-1832 werd een zeemuur rond het eiland aangelegd om deze tegen erosie te beschermen. In 1834 werd met de bouw van Fort Warren gestart. Graniet voor de bouw werd aangevoerd van Quincy en Cape Ann. In 1858 was het fort grotendeels klaar, maar bij het uitbreken van de Amerikaanse Burgeroorlog in maart 1861 werd het fort pas voor het eerst bemand. Tijdens de burgeroorlog werd het fort gebruikt voor de verdediging van Boston tegen de marine van de Confederatie, als opleidingskamp voor nieuwe soldaten en als gevangenis voor krijgsgevangenen.

## Kenmerken
De bouw van Fort Warren begon waarschijnlijk rond 1830 en heeft zo'n 30 jaar geduurd. Kolonel Sylvanus Thayer was de hoofdingenieur en hij werkte in die tijd ook aan twee andere forten in de omgeving van Boston, namelijk Fort Independence op Castle Island en Fort Winthrop op Governors Island, waar nu de internationale luchthaven van Boston ligt. Het fort heeft de vorm van een regelmatige vijfhoek, bevat vijf bastions en heeft kanonnen op diverse niveaus. De drie zijden van het fort gelegen aan de Atlantische Oceaan waren het stevigst en het zwaarst bewapend. Hier waren ook de manschappenverblijven. Kanonnen waren opgesteld op de daken en in kazematten. De granieten muren, met een dikte van 2,5 meter, waren afgedekt en omgeven met zand om bij een vijandige beschieting schade te beperken. Rond het fort lag een droge gracht die vanuit het fort beschoten kon worden. De bewapening varieerde, maar op het hoogtepunt waren er 310 vaste en 24 mobiele kanonnen aanwezig. Rond 1860 was het belangrijkste wapen de 15-inch (circa 38cm) Rodmankanon met gladde loop; deze was in staat 185 kilo zware projectielen vijf kilometer ver te schieten.

## Modernisering en zeemijnen
Rond 1890 werd het fort en geschut gemoderniseerd. Boven op de zijde van het fort, tussen bastion A en B, en buiten het fort werden nieuwe betonnen stellingen aangelegd. Deze batterijen kregen de namen Plunkett, Lowell, Stevenson en Bartlett. Bartlett ligt iets buiten het fort. Bij Stevenson en Bartlett werden Endicott kanonnen geplaatst, vernoemd naar de minister van Oorlog, William C. Endicott. De 12-inch kanonnen van batterij Stevenson hadden een bereik van 15 kilometer, genoeg om de gehele baai voor Boston te bestrijken, en de granaten wogen bijna 500 kilo. Belangrijk voordeel was verder dat deze kanonnen op een speciaal affuit stonden; na het schot zakte het kanon achter een betonnen muur zodat de manschappen het wapen konder herladen zonder bloot te staan aan vijandig vuur. Wanneer het kanon herladen was, tilde het affuit het kanon en loop over de betonnen rand voor het schot. Bartlett kreeg vergelijkbare kanonnen maar met een kleiner kaliber. Rond diezelfde tijd werd het fort ook uitgerust met zeemijnen. Tijdens de Spaans-Amerikaanse oorlog, de Eerste Wereldoorlog en Tweede Wereldoorlog werden mijnen gelegd in de vaarwegen. Deze mijnen werden opgeslagen op het eiland en in geval van oorlog vanuit het fort beheerd. In 1944 zijn de Endicott kanonnen afgevoerd en in 1946 werd het fort als militair object opgeheven.

## Huidige situatie
In 1958 werd het eiland overgenomen door de staat van Massachusetts en in 1961 opengesteld voor het publiek. Het is vanaf 1970 een National Historic Landmark. Sinds 1996 maakt Georges Island onderdeel uit van het Boston Harbor Islands nationaal park. Op het eiland is een bezoekerscentrum en er worden rondleidingen gegeven. Vanuit het centrum van Boston wordt een veerdienst naar het eiland onderhouden.

## Fotogalerij

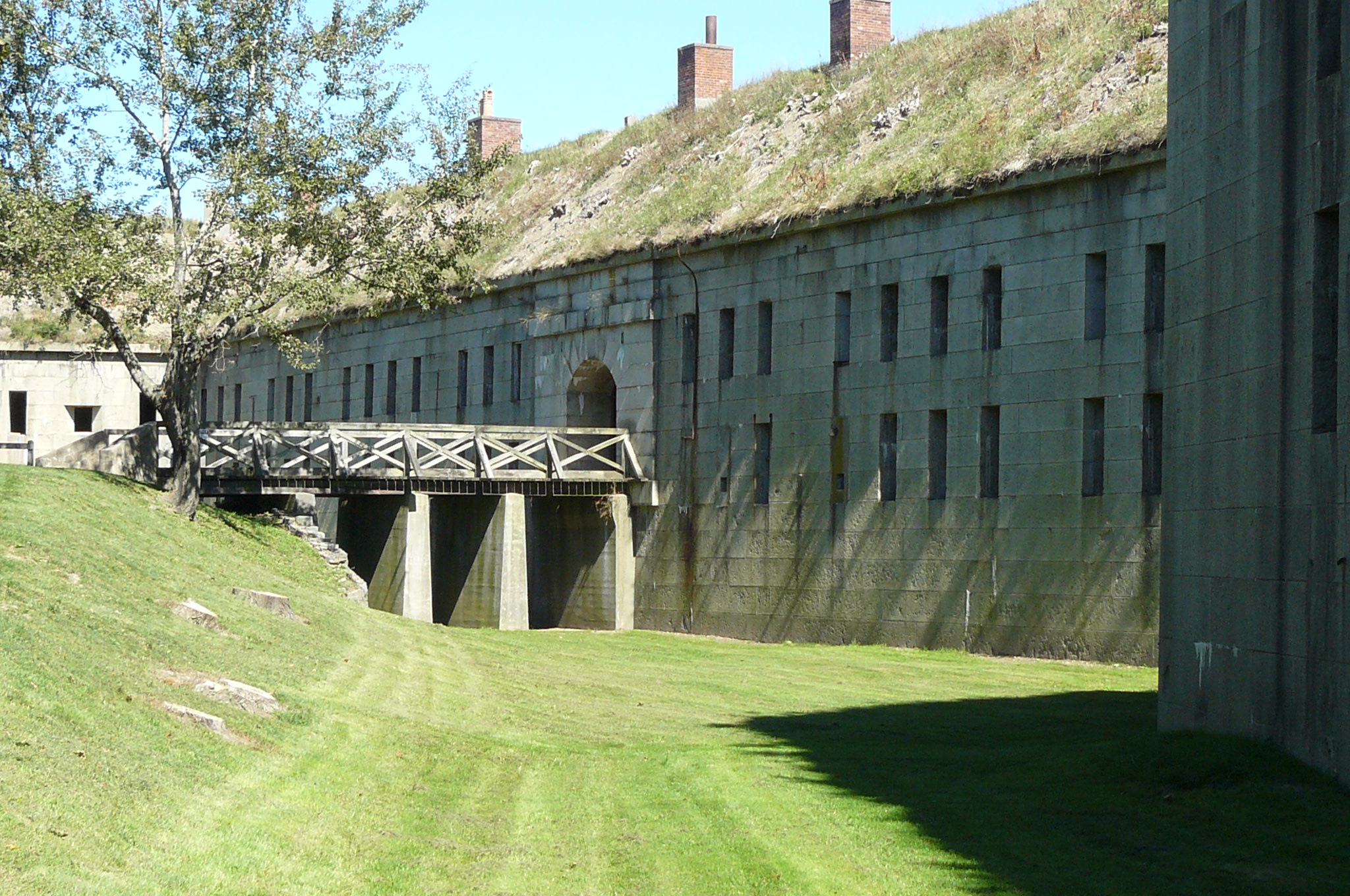
Brug naar toegangspoort en deel droge gracht
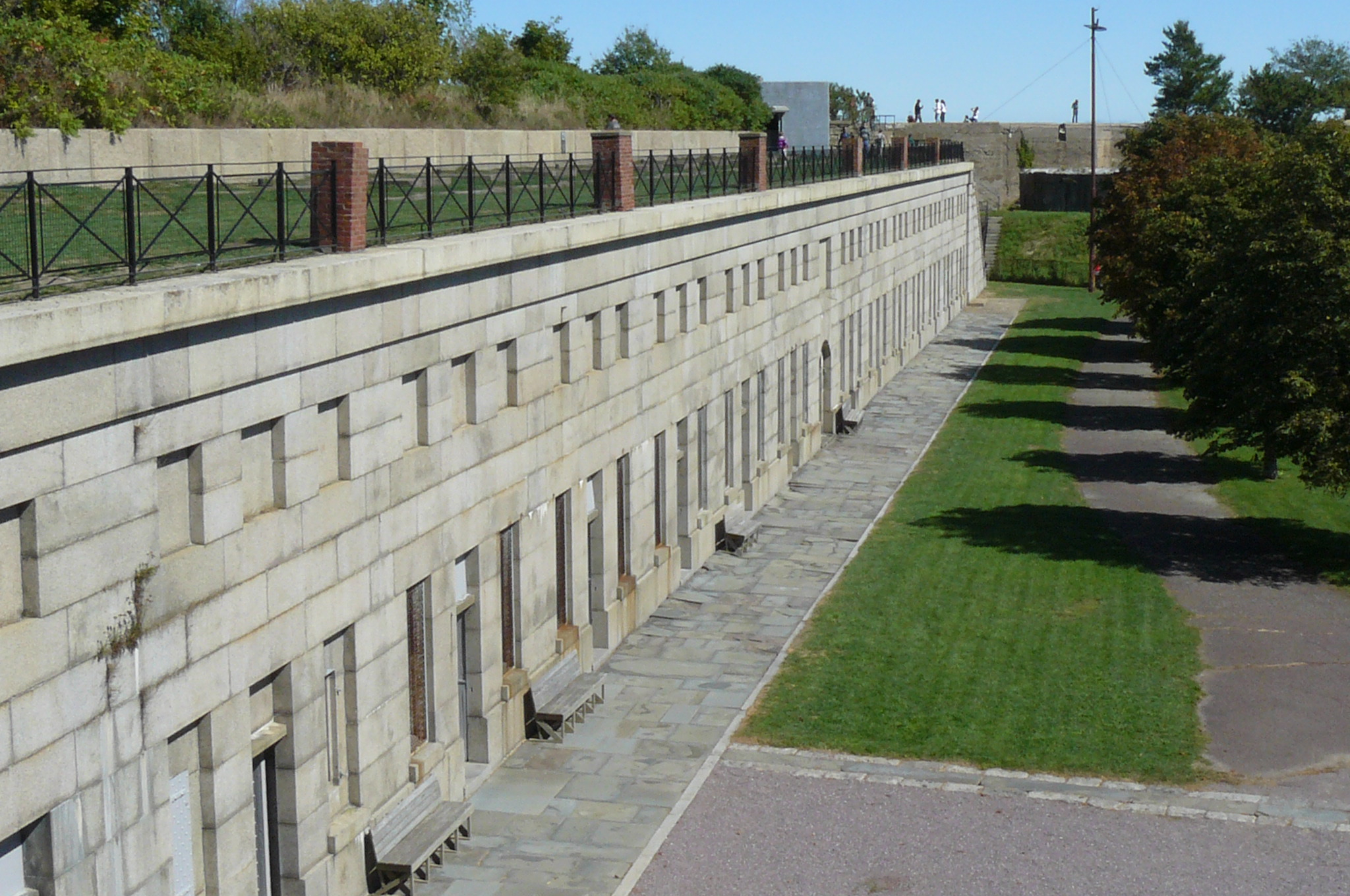
Binnenzijde fort met deuren naar manschappenverblijven
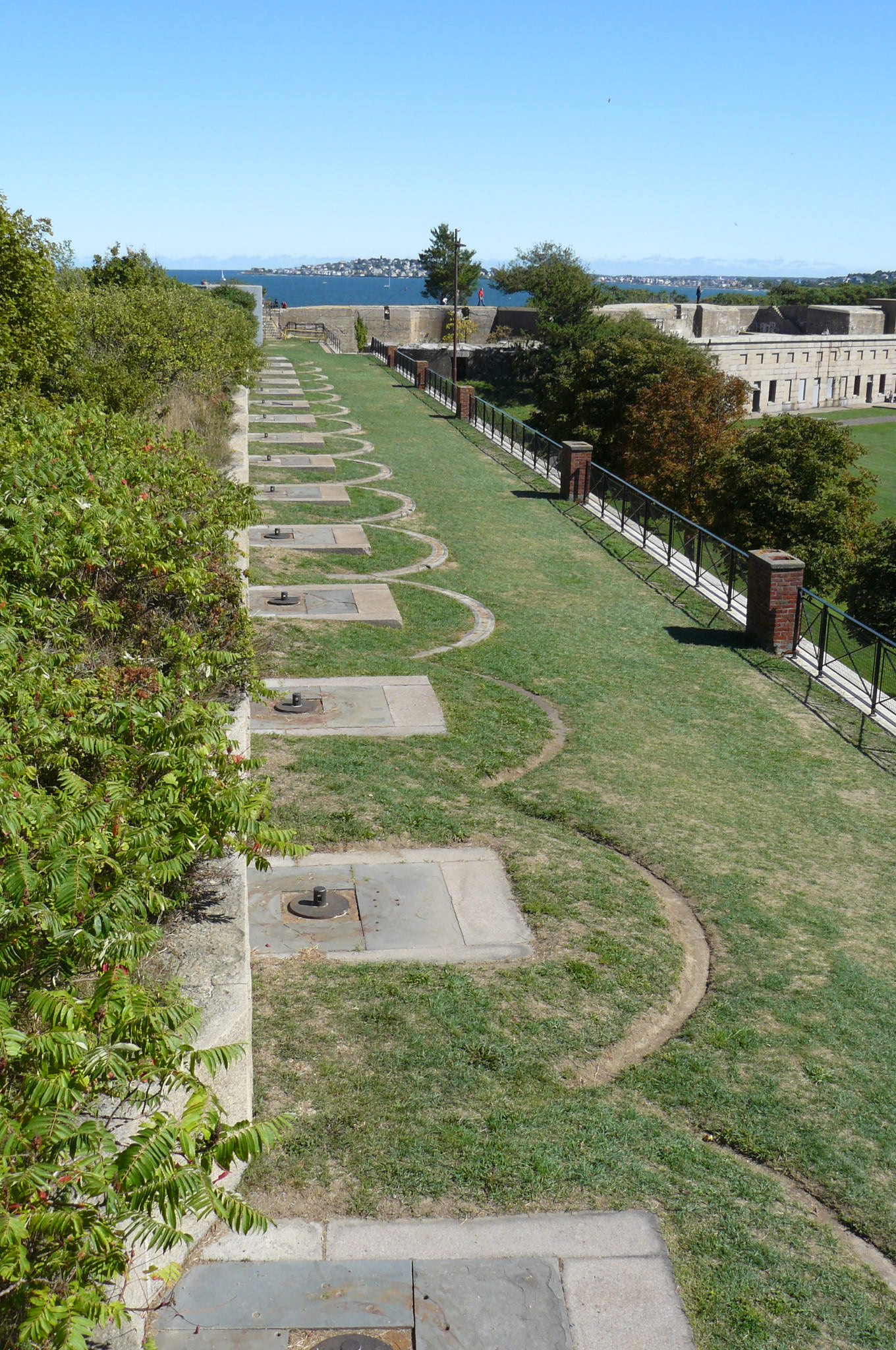
Dak met posities voor de kanonnen
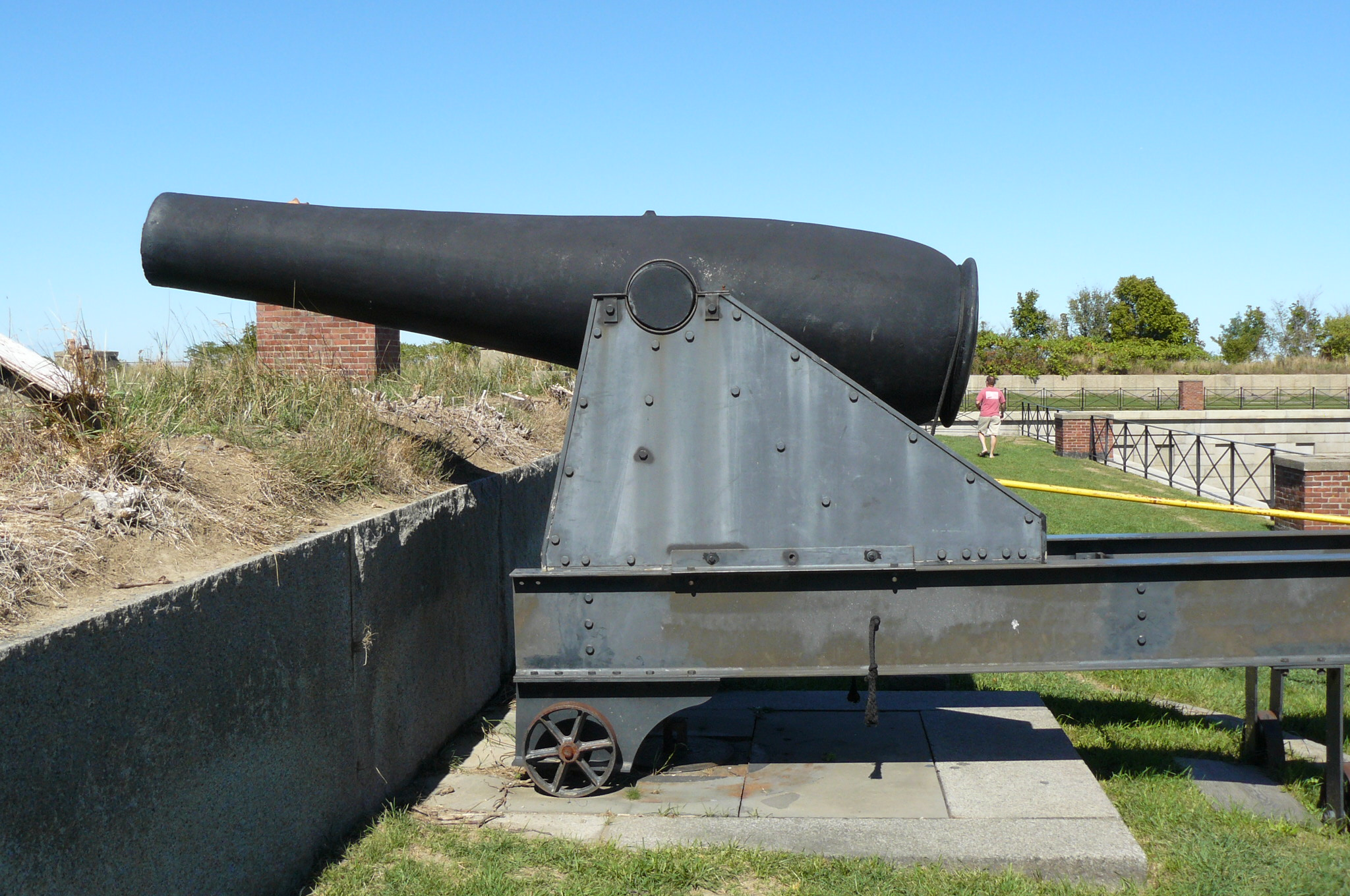
Rodmankanon
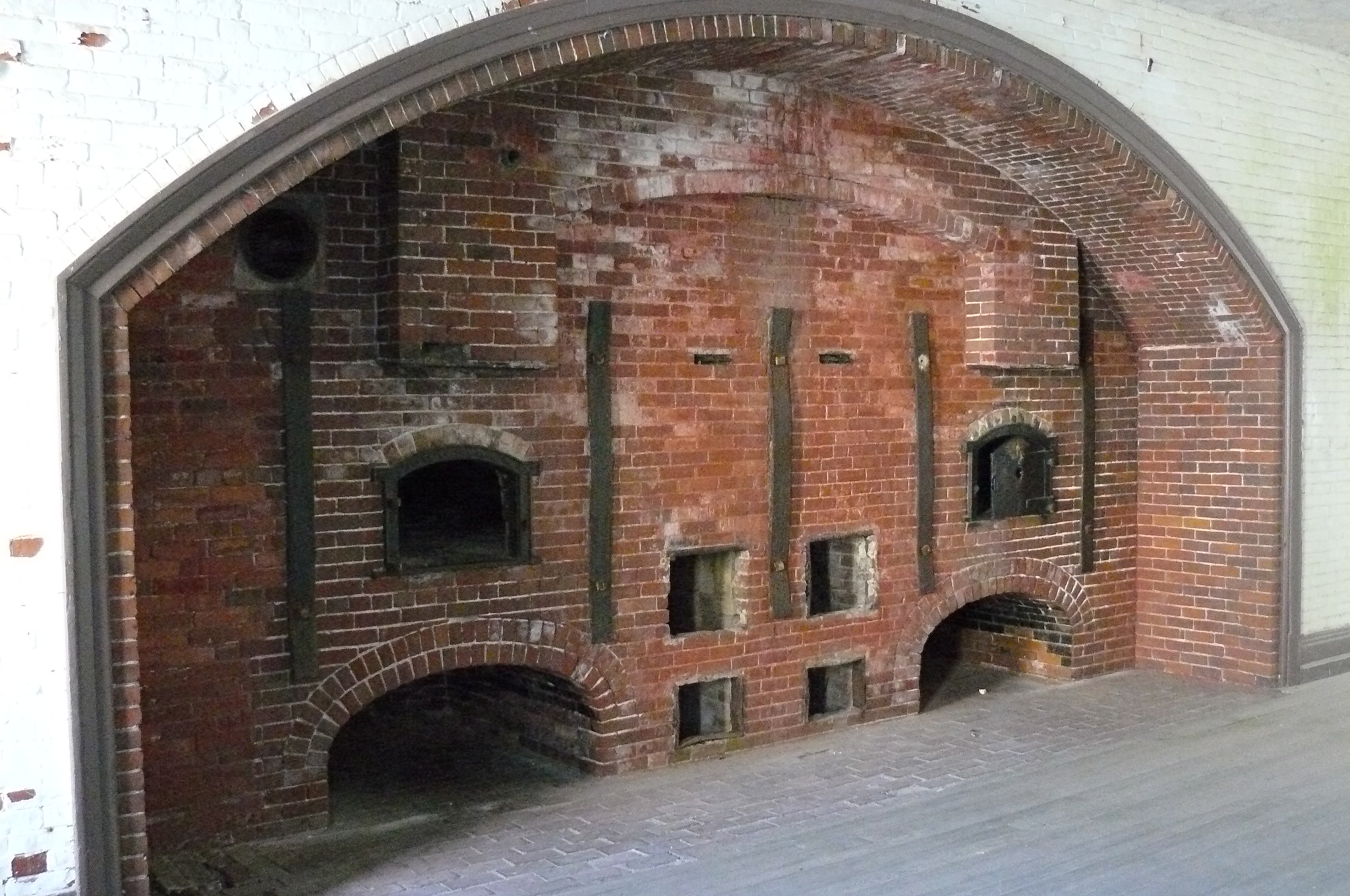
De bakkerij
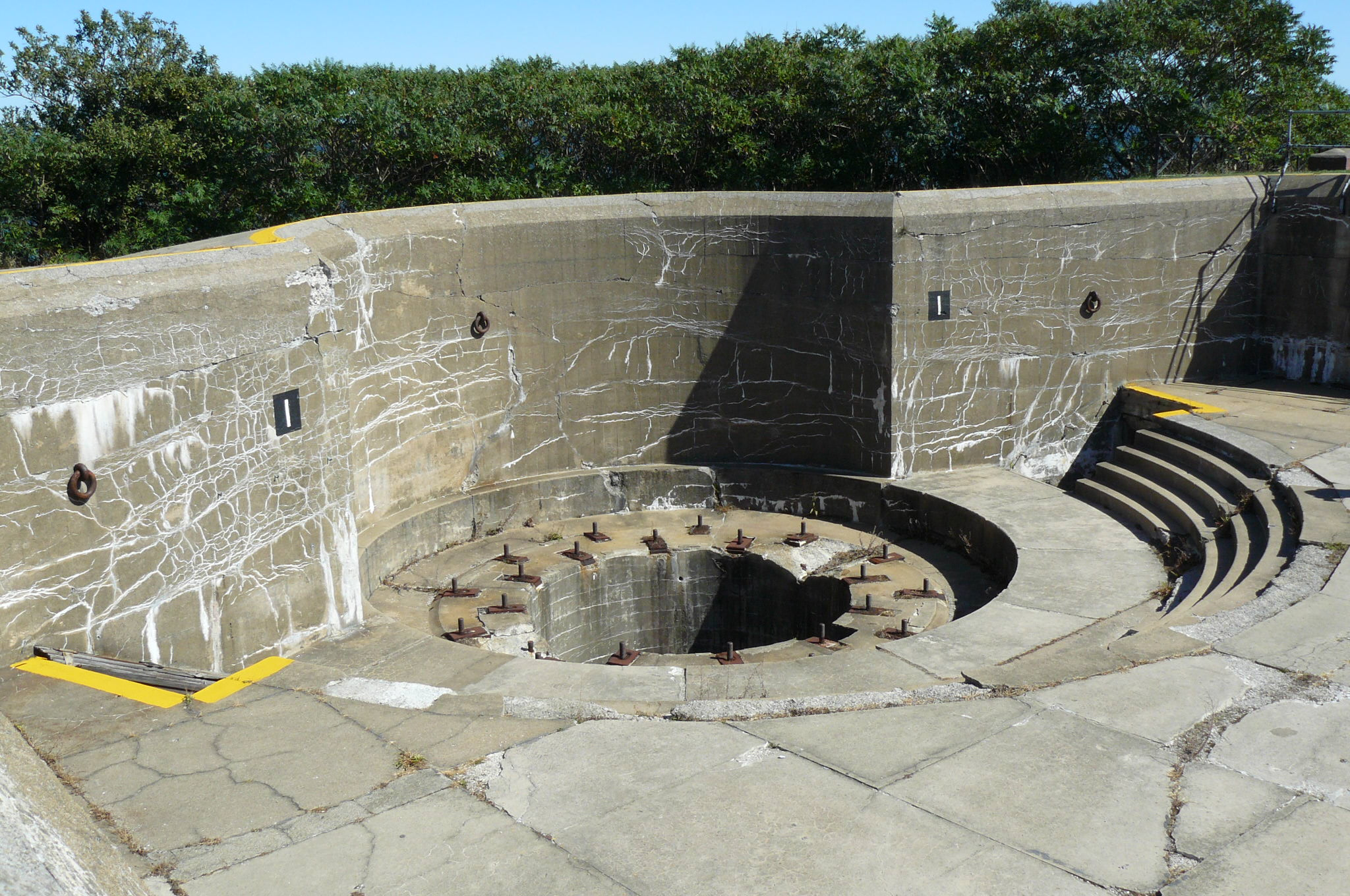
Locatie Batterij Stevenson

## Naslagwerken
- (en)  Schmidt, Jay Fort Warren: New England's Most Historic Civil War Site, Amherst, New Hampshire, Uitgeverij: Unified Business Technologies Press, 2003. ISBN 0-9721489-4-9.
- (en)  Hesseltine, William B. (ed) Civil War Prisons, Kent State University Press, 1962. (Dit boek heeft een apart hoofdstuk over krijgsgevangenen in Fort Warren)